# Labuhan Haji (plaats)
Labuhan Haji is een bestuurslaag in het regentschap Oost-Lombok van de provincie West-Nusa Tenggara, Indonesië. Labuhan Haji telt 8120 inwoners (volkstelling 2010).